# Hestesteine

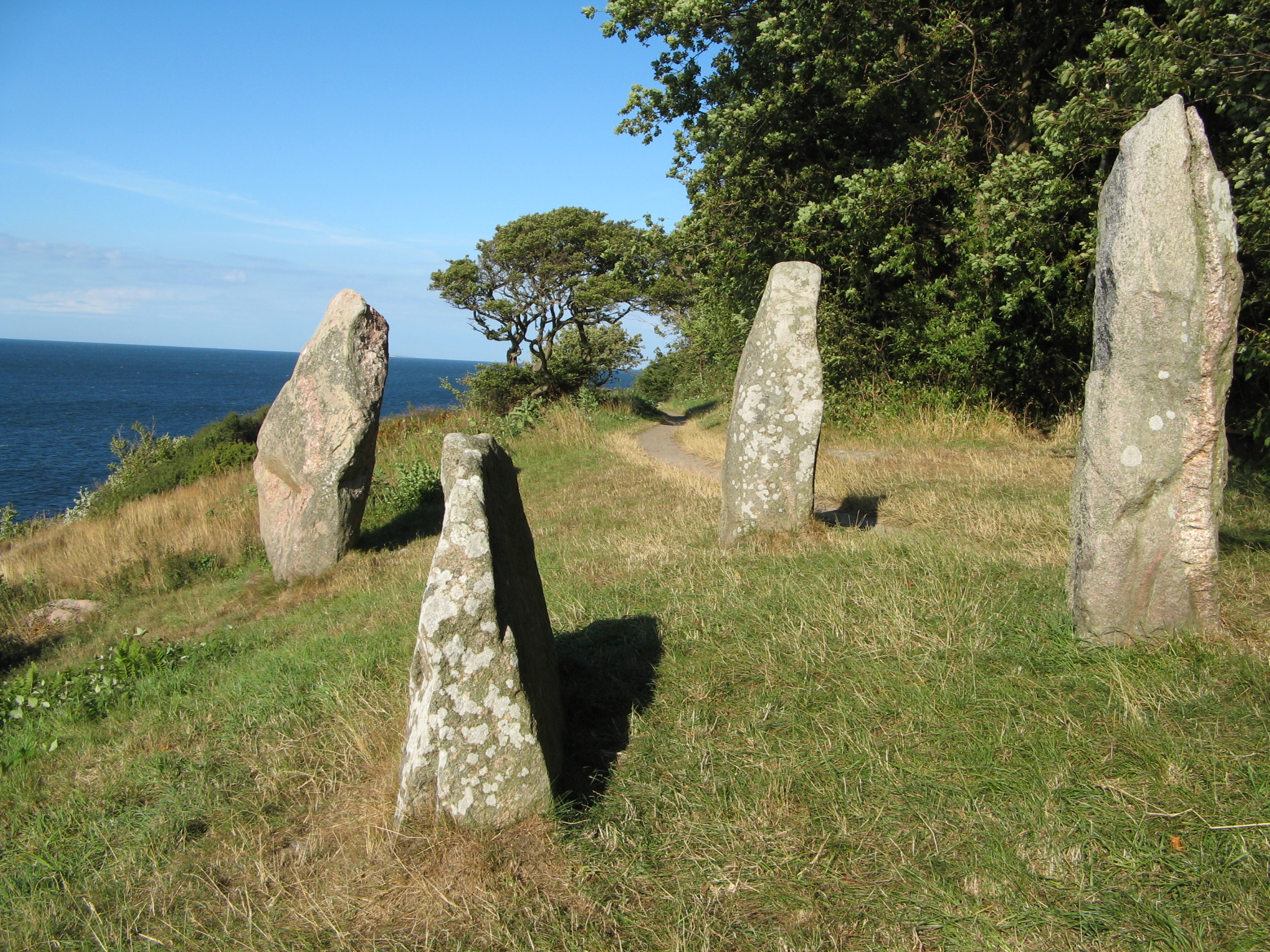
Hestesteine

Die Hestesteine (dänisch Hestestenene; deutsch Pferdesteine) sind vier Bautasteine. Sie stehen auf der 34 m hohen Klippe, westlich des theophoren Ortes Gudhjem am Küstenpfad nach Rø, auf der dänischen Insel Bornholm.
Die nummerierten Steine haben folgende Abmessungen:
- 5135-1a, Monolith, 1,6 × 0,95 × 0,5 m;
- 5135-1b, Monolith, 1,85 × 1,3 × 0,55 m;
- 5135-1c, Monolith, 1,7 × 0,75 × 0,55 m;
- 5135-1d, Monolith, 2,5 × 2 × 1 × 0,7 m, wurde mithilfe von Zement stabilisiert.

## Bautasteine
Bautasteine (dänisch Bautastenen) sind aufgerichtete Menhire, die in Dänemark und Skandinavien vom 5. Jahrhundert v. Chr. bis zum 5. Jahrhundert n. Chr. für rituelle Zwecke aufgerichtet wurden. Auf Bornholm sollen ursprünglich etwa 1000 Bautasteine gestanden haben.
Die Pferdesteine sind laut einer Bornholmer Sage ein Hochzeitspaar samt Pferdefuhrwerk das hier in die Tiefe stürzte. Belegt ist indes, dass innerhalb der Steine Feuerbestattungen vorgenommen wurden.